# تاي وود
تايسون وود (بالإنجليزية: Tyson Wood)‏، من مواليد 6 سبتمبر 1995 في وينيبيغ، مانيتوبا، المعروف أيضًا باسم تاي وود (بالإنجليزية: Ty Wood)‏، هو ممثل كندي. اشتهر بدوره تيم شيري في الدراما التلفزيونية عن السيرة الذاتية ابق رأسك مرفوعًا أيها الطفل: قصة دون شيري (2010) وفي دور بيلي كامبل في فيلم الرعب المطاردة في ولاية كونيكتكت (2009).

## روابط خارجية
- تاي وود على موقع IMDb (الإنجليزية)
- تاي وود على موقع روتن توميتوز (الإنجليزية)
- تاي وود على موقع قاعدة بيانات الأفلام العربية
- تاي وود على موقع ألو سيني (الفرنسية)
- تاي وود على موقع ديسكوغز (الإنجليزية)
- تاي وود على موقع قاعدة بيانات الفيلم (الإنجليزية)
- تاي وود على موقع كينوبويسك (الروسية)